# Siphocampylus odontosepalus
Siphocampylus odontosepalus là loài thực vật có hoa trong họ Hoa chuông. Loài này được Vatke miêu tả khoa học đầu tiên năm 1874.